# Saison 2016 des White Sox de Chicago
La saison 2016 des White Sox de Chicago est la 116e saison en Ligue majeure de baseball pour cette franchise. 
Un excellent début de saison place les White Sox en première place de la division Centrale de la Ligue américaine jusqu'au 27 mai, mais leur avance s'évapore en moins de trois semaines,. Le 28 mai, les Sox accordent 7 points en 9e manche et perdent 8-7 contre Kansas City pour tomber en seconde place de leur division, prolongeant un marasme dont le club ne peut se sortir. La saison 2016 de 78 victoires et 84 défaites que complètent les White Sox est, malgré deux succès de plus que l'année précédente, leur 4e saison perdante de suite. Ils terminent au 4e rang sur 5 équipes dans la division Centrale pour la 4e fois en autant d'années. Robin Ventura, qui n'a mené les Sox qu'à une saison gagnante en 5 ans, annonce qu'il ne reprendra pas son poste de gérant en 2017 et les résultats médiocres des dernières années convainquent la direction de se départir de ses meilleurs joueurs et de reconstruire l'effectif de fond en comble,.

## Contexte
Malgré trois victoires de plus qu'en 2014, les White Sox stagnent en 2015 au quatrième rang de la division Centrale de la Ligue américaine et terminent l'année avec 76 victoires et 86 défaites, leur troisième saison perdante de suite.

## Calendrier pré-saison
L'entraînement de printemps 2016 des White Sox se déroule du 3 mars au 2 avril.

## Saison régulière
La saison régulière de 162 matchs des White Sox débute le 4 avril par une visite aux Athletics d'Oakland et se termine le 4 octobre suivant. Le match d'ouverture local au U.S. Cellular Field de Chicago est joué le 8 avril contre les Indians de Cleveland.

### Classement
| Ligue américaine division Centrale | V  | D   | %    | Diff. | Diff. (séries) |
| ---------------------------------- | -- | --- | ---- | ----- | -------------- |
| Indians de Cleveland               | 94 | 67  | ,584 | -     | -              |
| Tigers de Détroit                  | 86 | 75  | ,534 | 8     | 2½             |
| Royals de Kansas City              | 81 | 81  | ,500 | 13½   | 8              |
| White Sox de Chicago               | 78 | 84  | ,481 | 16½   | 11             |
| Twins du Minnesota                 | 59 | 103 | ,364 | 35½   | 30             |

## Affiliations en ligues mineures
| Niveau            | Équipe                     | Ligue                   |
| ----------------- | -------------------------- | ----------------------- |
| AAA               | Knights de Charlotte       | Ligue internationale    |
| AA                | Barons de Birmingham       | Southern League         |
| A-Advanced        | Dash de Winston-Salem      | Carolina League         |
| A                 | Intimidators de Kannapolis | South Atlantic League   |
| Ligue des recrues | Voyagers de Great Falls    | Pioneer League          |
| Ligue des recrues | DSL White Sox              | Dominican Summer League |